# Tatort: Zeit der Frösche
Zeit der Frösche ist ein Fernsehfilm aus der Krimireihe Tatort. Heike Makatsch ist in der 1053. Folge der Tatort-Reihe in ihrem zweiten Fall als Hauptkommissarin Ellen Berlinger zu sehen. Unterstützend steht der Kommissarin, die von Freiburg nach Mainz gewechselt ist, nun Hauptkommissar Martin Rascher, gespielt von Sebastian Blomberg, zur Seite.
Der vom SWR produzierte Beitrag unter der Regie von Markus Imboden wurde im Fernsehprogramm Das Erste am Ostermontag, dem 2. April 2018, ausgestrahlt.

## Handlung
Jonas Ginori, Sohn von Ellen Berlingers Cousine Maja und deren Ehemann Enzo, ist ein Mathematik-begabter Siebtklässler mit Asperger-ähnlicher Veranlagung, der eine Aversion gegen menschliche Berührungen hat. In seiner Freizeit gibt er dem deutlich älteren Schüler Max Linner Mathematik-Nachhilfe. Jonas genießt, abgesehen von gelegentlichen Ausflügen mit seiner Tante Ellen Berlinger, kaum soziale Kontakte. Während eines Flirts zwischen Max und der Neuntklässlerin Marie Blixen begreift er den Subtext nicht richtig und nimmt freche Sprüche wie auch Komplimente viel zu wörtlich. Auf einer abendlichen Schulparty geht Jonas gezielt auf die lasziv tanzende Marie zu und flüstert ihr etwas ins Ohr, woraufhin er vor den entsetzten Augen der Mitschüler eine Ohrfeige erhält. Max, der dem davoneilenden Jonas folgt, spricht diesen auf den Vorfall an und flüstert anschließend mit Marie.
Berlinger und ihr sensibler Kollege Hauptkommissar Martin Rascher ermitteln derzeit im Fall eines Mädchenmords und sind uneins, was den Täter angeht. Als ein blutbeschmierter grauer Kapuzenpullover in der Altkleidersammlung auftaucht, vermutet Rascher, dieser stehe im Zusammenhang mit ihren aktuellen Ermittlungen. Berlinger jedoch äußert ihren eigenen Verdacht vorerst nicht, dass der Pullover Jonas gehören könne. Da zur gleichen Zeit Jonas' Mitschülerin Marie, Tochter des vermögenden Ehepaars Blixen, als vermisst gemeldet wird, bitten die Ermittler deren Mitschüler eilig zum Verhör, um einen Zusammenhang zu prüfen, doch sie erhalten kaum belastbare Aussagen. Als Berlinger gegen Abend ihre kleine Tochter in Maja und Enzo Ginoris Restaurant abholt, wird sie Zeugin, wie der Kriminelle Sergio Cammerieri die beiden besucht und Maja belästigt. Sie erkundigt sich nach Jonas und erhält die Auskunft, dass er auf einem Ausflug mit der Nachbarin und ihrem Sohn sei.
Später am Abend ist Berlinger privat mit dem jüngeren Bassi Mahler, Betreuer aus dem Kindergarten ihrer Tochter, verabredet. Als dieser an ihrer Wohnung auf sie wartet, hat sie kaum Zeit für ihn und beantwortet seine scheinbar belanglosen Fragen nur mühsam. Mahler erfährt dabei, dass Berlinger eine erwachsene Tochter hat, zu der sie nur sporadischen Kontakt pflegt, da diese von der Großmutter aufgezogen worden ist. Als Mahler und sie anfangen, intim miteinander zu werden, erhält Berlinger einen dringenden Anruf. Mahler versucht, sie spielerisch von ihren Pflichten abzuhalten, was Berlinger mit einem gekonnten Polizeigriff beantwortet. Jedoch erwartet sie von ihm, vor Ort zu bleiben, denn ihre kleine Tochter brauche Aufsicht.
Die Blixens haben einen Erpresserbrief erhalten, in dem der Täter 10.000 € für die Tochter Marie fordert. Kurz darauf findet die Polizei, in einem abgelegenen Rohbau, die Leiche eines erschlagenen jungen Mädchens: Es ist Marie Blixen. Obgleich Rascher verlangt, dass die Blixens schnellstmöglich über den Fund informiert werden sollen, möchte Berlinger dies aus ermittlungstechnischen Gründen vorerst zurückhalten, damit die Blixens weiterhin zu einer Geldübergabe zur Verfügung stehen. Sie hofft, dadurch den Täter zu fassen. Die darauffolgende Übergabe scheitert trotz Komplettüberwachung seitens der Polizeikräfte an der Cleverness des Täters. Berlinger zieht wegen ihres Vorgehens den Zorn der Blixens auf sich, während Rascher es schafft, beruhigend auf Olivia Blixen einzureden.
Kurz darauf stellt sich der graue Kapuzenpullover tatsächlich als der von Jonas heraus. Maja gesteht, dass Jonas seit der Partynacht nicht mehr heimgekehrt sei. Derweil setzt sich das Hin und Her von Berlinger und Mahler fort. Zunächst geraten sie in Streit, da Berlinger seine Nähe als Aufdringlichkeit bezeichnet.
Als Berlinger und Rascher den verdächtigen Drogenabhängigen Hartl aufsuchen, dessen Fingerabdrücke im Zusammenhang mit dem Fall gefunden worden sind, aber dieser nichts aussagt, verliert Berlinger die Geduld und taucht Hartls Kopf unter Wasser, um eine Aussage zu erzwingen. Rascher reißt Hartl jedoch los und droht seiner Kollegin, sie zu melden, sollte so etwas noch einmal vorkommen. Berlinger bemüht sich in der Folge um Besserung, verträgt sich auch wieder mit Mahler. Jedoch stellen sich Hartl und dessen Freundin Crystal nur als Trittbrettfahrer heraus, die die Lage der vermögenden Blixens ausnutzen wollten, um etwas Geld zu erpressen. Als das Labor allerdings herausfindet, dass Spuren auf der Leiche Maries vom grauen Kapuzenpullover stammen, befürchtet Berlinger nun, Jonas könne der Täter sein. Im Gespräch mit Jonas' Mutter stellt sich heraus, dass deren Sohn doch nicht verreist war. Jonas sei am Morgen nach der Party blutbeschmiert aufgetaucht. Sie habe ihn zum Schutz vor den Behörden und ohne Mitwissen Enzos zu Sergio Cammerieri gebracht.
Berlinger holt Jonas dort ab und verhört ihn. Anfangs gibt der Junge sich sehr reserviert und altklug, er sei erst 13 Jahre und wäre in keinem Fall strafmündig. Doch schließlich sagt er aus: er habe Marie nach Sex gefragt, doch als Antwort nur ein demütigendes Lachen erhalten, woraufhin er sie erschlagen habe. Berlinger führt den sehr nüchtern wirkenden Jungen daraufhin zum Tatort, um die Einzelheiten der Tat zu klären. Sie versucht, ihn emotional unter Druck zu setzen, da sie vermutet, er lüge. Doch dies führt nur dazu, dass Jonas sich aufregt und noch präzisere Details zum Ablauf nennt. Die anscheinende Gewissheit rührt Berlinger zu Tränen. Jonas hat nun Angst, seine Tante als Freundin zu verlieren und offenbart ihr darauf die komplette Wahrheit um die Tat. In einem Rückblick ist die vollständige Todesnacht Maries zu sehen: Auf die Ohrfeige von Marie angesprochen, erklärt Jonas Max, dass er wissen wolle, wie man Liebe macht. Max will es ihm zeigen, da ihn die Vorstellung, wie Jonas ihm beim Sex zuschaut, erregt. Er lädt Marie in den abgelegenen Rohbau ein. Während die beiden intim werden, nähert sich der beobachtende Jonas und wird von Marie entdeckt, die von Max' hintergründigen Absichten nichts ahnt. Als sie erschreckt davongehen will, erklärt Max ihr seine Idee, doch Marie droht in Rage damit, alles im Internet publik machen zu wollen. Anschließend geht sie dazu über, Jonas zu streicheln, um Max noch weiter zu erniedrigen. Dieser ergreift daraufhin einen Stein und erschlägt Marie im Affekt. Jonas beschmiert in der Folge seinen Kapuzenpullover beim Transport der Leiche mit Blut.
Jonas hatte gelogen, um seinen strafmündigen 16-jährigen Freund Max zu schützen. Max wird nach der neuen Aussage verhaftet. Berlinger verspricht ihrem niedergeschlagenen Neffen, den sie nach seinen jüngsten Aussagen für sozialisierbar hält, weiterhin Zeit mit ihm zu verbringen und erhält im Gegenzug eine Umarmung von diesem.

## Hintergrund
Der Film wurde vom 11. November 2017 bis zum 19. Dezember 2017 in Mainz und Berlin gedreht.
Der Titel Zeit der Frösche bezieht sich auf die Anmerkung von Martin Rascher am Fundort der Leiche des Mädchens. Dort stellt er sehr bedrückt fest, dass er es gern wie die Frösche halten würde, denn diese könnten „komplett abschalten, wenn es kalt wird [...] und warten, bis es Frühling wird“.

## Rezeption

### Kritiken
„Nein, an den Schauspielern liegt es mal wieder nicht, dass der Tatort am Ostermontag kein Ereignis ist. Das Personal ist sehenswert, Heike Makatsch als Kommissarin Ellen Berlinger, der wunderbare Sebastian Blomberg als Ermittlerkollege Martin Rascher, ein Mann von sensibelstem Charakter, so einen gibt es nicht noch mal in der deutschen Kriminalfilmszene. Trotzdem kommt der Whodunit über Durchschnitt nicht raus. Regie (Tatort-Routinier Markus Imboden) und Buch (Marco Wiersch) haben viel zu viel reingepackt in diesen Plot um ein erschlagenes Mädchen.“

„'Tatort'-Auferstehung zu Ostern? Nicht wirklich. […] Nun arbeitet Makatsch in jener Stadt, wo Nicole Heesters Ende der Siebzigerjahre als erste 'Tatort'-Kommissarin überhaupt im Einsatz war. Dreimal nur trat Heesters als Ermittlerin in Erscheinung; kaum anzunehmen, dass es bei Makatsch mehr Folgen werden. Was im Drehbuch als schwierige Annäherung zwischen einsamen Menschen angelegt gewesen sein mag, wird zum Egotrip.“

### Einschaltquote
Die Erstausstrahlung von Zeit der Frösche am 2. April 2018 wurde in Deutschland von 9,01 Millionen Zuschauern gesehen und erreichte einen Marktanteil von 25,7 % für Das Erste.